# A Porta Remendada
A Porta Remendada é o primeiro livro (poético) de Celso Kallarrari, escrito desde o final da década de 80 e publicado em 2003. O livro pretende, a partir de "uma linguagem de ordem religiosa e psicológica, anunciar a parusia e denunciar as mazelas humanas", buscando "um renovado diálogo entre a cultura e a Igreja, pois a arte tenta sempre exprimir o mundo inefável, a razão da existência [...] a dialética constante entre o humano e o espiritual" (2003, p. 179).